# مسلم الفریج
مسلم الفریج (عربی: مسلم آل فريج؛ زادهٔ ۸ آوریل ۱۹۸۸) یک بازیکن فوتبال اهل عربستان سعودی است.